# Еврейска териториалистка организация
Териториализмът е направление в еврейското национално движение в началото на XX век, което цели създаването на компактна еврейска държава със собствена територия, но за разлика от основното направление на ционизма допуска това да стане и извън Палестина.
Между 1905 и 1943 година основна териториалистка организация е основаната от Израел Зангвил Еврейска териториалистка организация. Териториалистите разработват планове за създаване на еврейска държава на различни места в Африка, Америка и Австралия.